# كارل جيرلاند
كارل جيرلان (بالألمانية: Karl Gerland)‏ (14 يوليو 1905 في ترندلبورغ - 21 أبريل 1945) غاولايتر نازي لانتخابية هسن . في 21 أبريل 1945 ، قُتل جيرلاند خلال القتال ضد الجيش الأحمر السوفياتي في فرانكفورت (أودر).

## سيرة شخصية
ولد جيرلاند في Gottsbüren (الآن جزء من ترندلبورغ ) بالقرب من كاسل. انضم إلى الحزب النازي في عام 1929. اعتبارا من عام 1930، كان قائد المنطقة في كريس هوفجيسمار، وبداية من عام 1932 ، كان قائدا للدعاية بالإنابة في غاو كورهيسن. من عام 1933، كان رئيسًا للمنصب الإقليمي في Kurhessen من وزارة التنوير والدعاية العامة لرايخ وعمل كرئيس مكتب من أكتوبر 1934 في مستشارية الحزب.
في عام 1936، أصبح جيرلاند عضوًا في الرايخستاغ، ومن 1 يونيو 1938 حتى عام 1941، كان يعمل غاولايتر في نيديردونوناو. في عام 1943، أصبح إس إس بريغيجاديه فوهرر.